# Appias olferna
Espèce
Synonymes
- Papilio zelmira Stoll, [1780]
- Appias irvini Swinhoe, 1890
- Appias libythea f. sopara Fruhstorfer, 1910

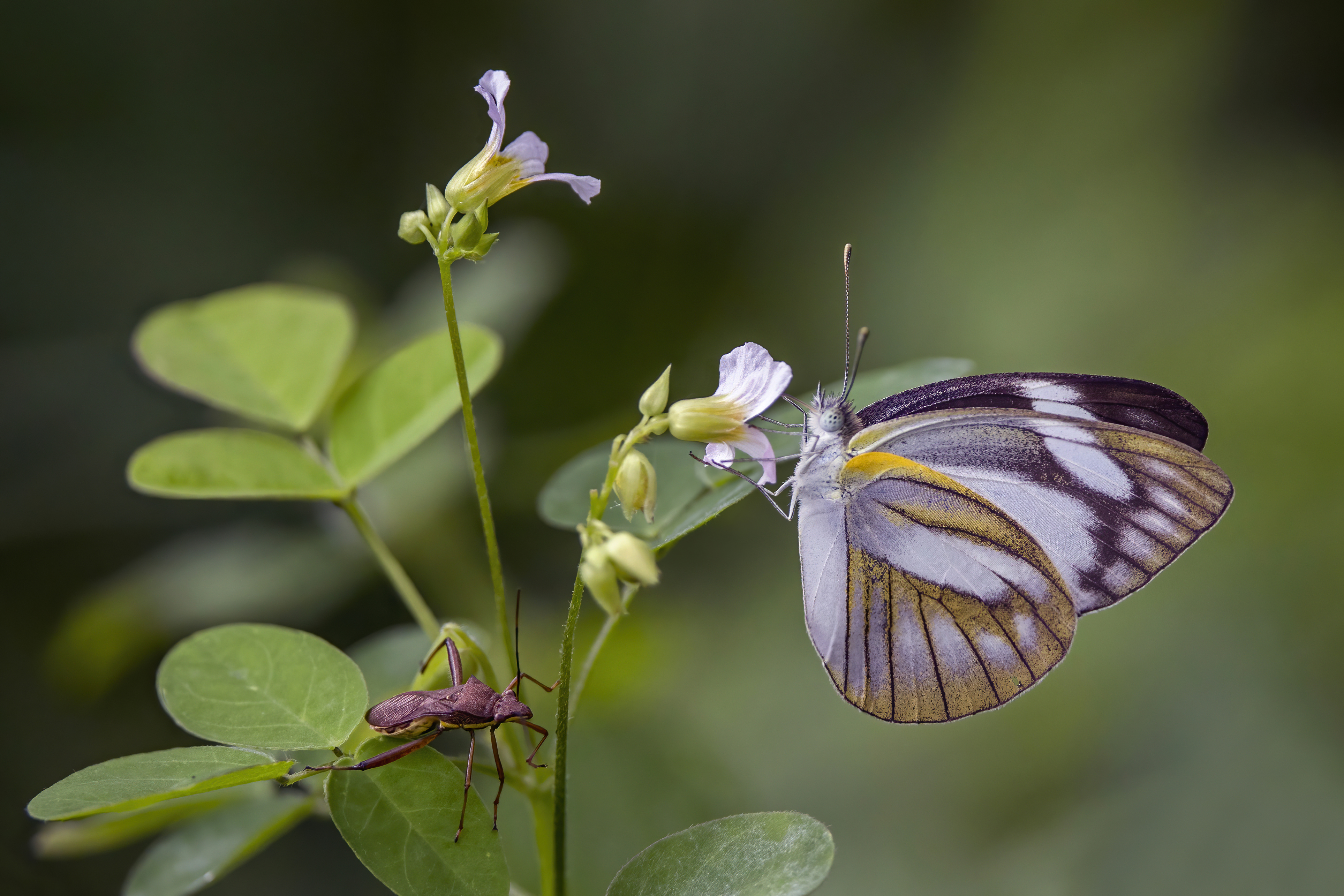
Appias olferna olferna femelle, sur une fleur, en compagnie d'une fourmi. Avril 2022.

Appias olferna est une espèce de lépidoptères (papillons) de la famille des Pieridae et de la sous-famille des Pierinae.
On le trouve du Bengale à l'Assam et en Birmanie, Laos et Viet-Nam.